# عائلة واحدة
عائلة واحدة (بالصينية: 一家人) أو في العائلة (بالإنجليزية: In the Family)‏ هو مسلسل تلفزيوني تايواني سانلي لعام 2017 في الساعة 8، من إنتاج شركة شينلوشان للاتصالات المحدودة (بالصينية: 新路山傳播有限公司). تم عرضه لأول مرة في 14 يونيو 2017، وتم بث الحلقة النهائية في 9 يناير 2018. لقد نجح برنامج حياة حلوة ويتم بثه كل يوم من الاثنين إلى الجمعة الساعة 8 مساءً. ومن أجل تحسين الجودة، تم بث 150 حلقة فقط للقضاء على الأعمال الدرامية الطويلة.

## مسلسل درامي على قناة سانلي تايوان 8 مساء
يسبقه: حياة حلوة (28 يوليو 2015 - 14 يونيو 2017)
مدة الإصدار: 14 يونيو 2017 - 9 يناير 2018
يخلفه: الزوجة الصالحة للعائلة الذهبية (9 يناير 2018 - 26 ديسمبر 2018)